# Апопа
Апопа (на испански: Apopa) е град и община в Централен Салвадор, департамент Сан Салвадор. През 2007 г. населението на града е 131 286 души.